# FV Возничего
FV Возничего (лат. FV Aurigae) — двойная затменная переменная звезда типа Алголя (EA) в созвездии Возничего на расстоянии (вычисленном из значения параллакса) приблизительно 8975 световых лет (около 2752 парсеков) от Солнца. Видимая звёздная величина звезды — от +16,7m до +15m. Орбитальный период — около 2,7416 суток.

## Характеристики
Первый компонент — жёлто-белая звезда спектрального класса F. Радиус — около 2,4 солнечных, светимость — около 8,188 солнечных. Эффективная температура — около 6300 К.